# جلان كوك
جلان كوك (بالإنجليزية: Glen Cook)‏ هو لاعب كرة قاعدة أمريكي، ولد في 8 سبتمبر 1959 في بوفالو في الولايات المتحدة.

## وصلات خارجية
- جلان كوك على موقعبيزبول رفرنس.كوم (الدوري الرئيسي) (الإنجليزية)